# 西海街道
西海街道，是中华人民共和国辽宁省营口市盖州市下辖的一个乡镇级行政单位。

## 行政区划
西海街道下辖以下地区：
庄林村、双桥村、双泉眼村、西海村、下店村、红旗村、河口村、西河口渔业村和东海村。